# 黙活
黙活（もくかつ）とは、新型コロナウイルス感染症の流行下において、発声に伴う飛沫拡散による感染拡大を抑制する目的で「黙って○○する」行動奨励の総称で、家族や知り合いなど複数名が集まり会話が生まれる場面で声を出さぬよう注意を促すように表示される。会食が感染拡大の要因であると槍玉に上げられた飲食店が、苦肉の策として「黙食（もくしょく）」を提唱したことが始まりとされる。
黙食の取り組みを始めた福岡県福岡市のマサラキッチン店主、三辻忍（みつじ しのぶ）のツイートが大きな賛同を集め、新語・流行語大賞トップテンに選出された。
応用例として、

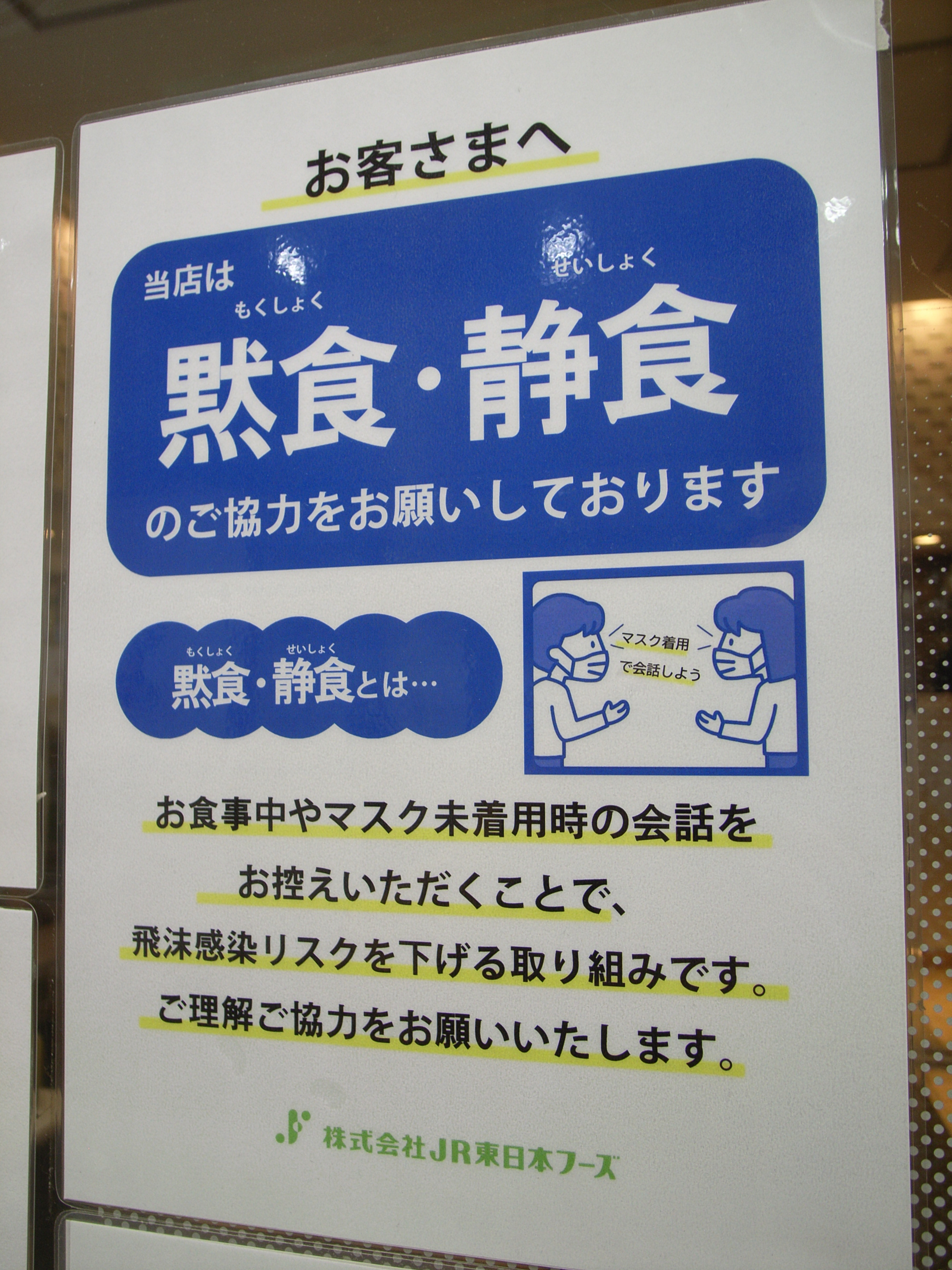
黙食を呼びかける食堂

- 黙トレ：新型コロナ流行初期段階でクラスターが発生したスポーツジムに掲示。静かにトレーニングすることを求める。
- 黙浴（もくよく）：銭湯に掲示。沐浴とは違う。
- 黙煙（もくえん）：マスクを外すことになる喫煙所に掲示。
- 黙買（もくがい）：スーパーマーケットなどに掲示。
- 黙歩（もくほ／もっぽ）：公園や遊歩道に掲示。静かにジョギングする「黙走（もくそう）」「黙ラン」もある。
- 黙式（もくしき）：2021年（令和3年）の成人式でみられた。参列者による合唱も自粛。今後、卒業式や入学式・入社式に波及する可能性がある。
- 黙乗（もくじょう）：エレベーター内に掲示。タクシーなどの交通機関にも波及しつつある。
- 黙援（もくえん）：競技場やスポーツ観覧の場に掲示。拍手や横断幕などで応援することを求める。吹奏楽器の使用自粛も含む。
- 黙勉（もくべん）：教室に掲示。ディスカッション形式授業に逆行すると批判的意見もある。

基本的には「黙〇」の漢字二文字の熟語だが、「黙トレ」のように仮名交じり文になったり、「黙買い」のように送りがなが振られたり重箱読みになる場合がある。
また、「黙」を「静（せい）」に置き換えることもある。例：「静食」。
一方で、クラスターが発生した北海道の昼カラ営業をする店に対して、自粛警察が「黙歌（もくうた／もっか）」「黙カラ」（要は歌うな）の警告文を貼り出すなどの事例も発生している。